# José Moreira da Silva
José Moreira da Silva (Ponte Alta, 8 de junho de 1953) é um prelado católico brasileiro, atual bispo de Porto Nacional.

## Biografia
Completou seus estudos em filosofia e teologia no Seminário Arquidiocesano de Santo Antônio de Juiz de Fora (1976-1981).
Recebeu a ordenação presbiteral em 17 de janeiro de 1982 e foi incardinado na Diocese de Porto Nacional.
Exerceu os seguintes cargos: vigário paroquial de Nossa Senhora dos Remédios em Arraias (1982-1984); Pároco de Nossa Senhora da Conceição em Campos Belos (1984-1996), de Nossa Senhora da Abadia em Gurupi (1996-1999), da Catedral de Nossa Senhora das Mercês (1999-2006), de Nossa Senhora da Abadia em Taguatinga (2006-2007) e de Santo Antônio em Guripi (2008).
Além disso, foi administrador paroquial de Nossa Senhora Aparecida em Combinado (2006-2007), vice-reitor do seminário menor, coordenador diocesano de pastoral, membro do colégio dos consultores, do conselho presbiteral e do conselho diocesano para Assuntos econômicos.
Foi nomeado pelo Papa Bento XVI como bispo de Januária em 12 de novembro de 2008, sendo consagrado na frente da Catedral de Nossa Senhora das Mercês de Porto Nacional em 17 de janeiro de 2009, por Dom Lorenzo Baldisseri, núncio apostólico no país, coadjuvado por Dom Geraldo Vieira Gusmão, bispo de Porto Nacional, Dom Alberto Taveira Corrêa, arcebispo de Palmas e por Dom Romualdo Matias Kujawski, bispo coadjutor de Porto Nacional.
Em 14 de dezembro de 2022, o Papa Francisco o transferiu para a Diocese de Porto Nacional.